# 哈丁 (喬治亞州)
哈丁（英語：Harding）是位於美國喬治亞州蒂夫特縣的一個非建制地區。該地的面積和人口皆未知。

## 地理
哈丁的座標為31°31′40″N 83°25′45″W / 31.52778°N 83.42917°W，而該地的平均海拔高度為95米（即312英尺）。